# MZ ETS

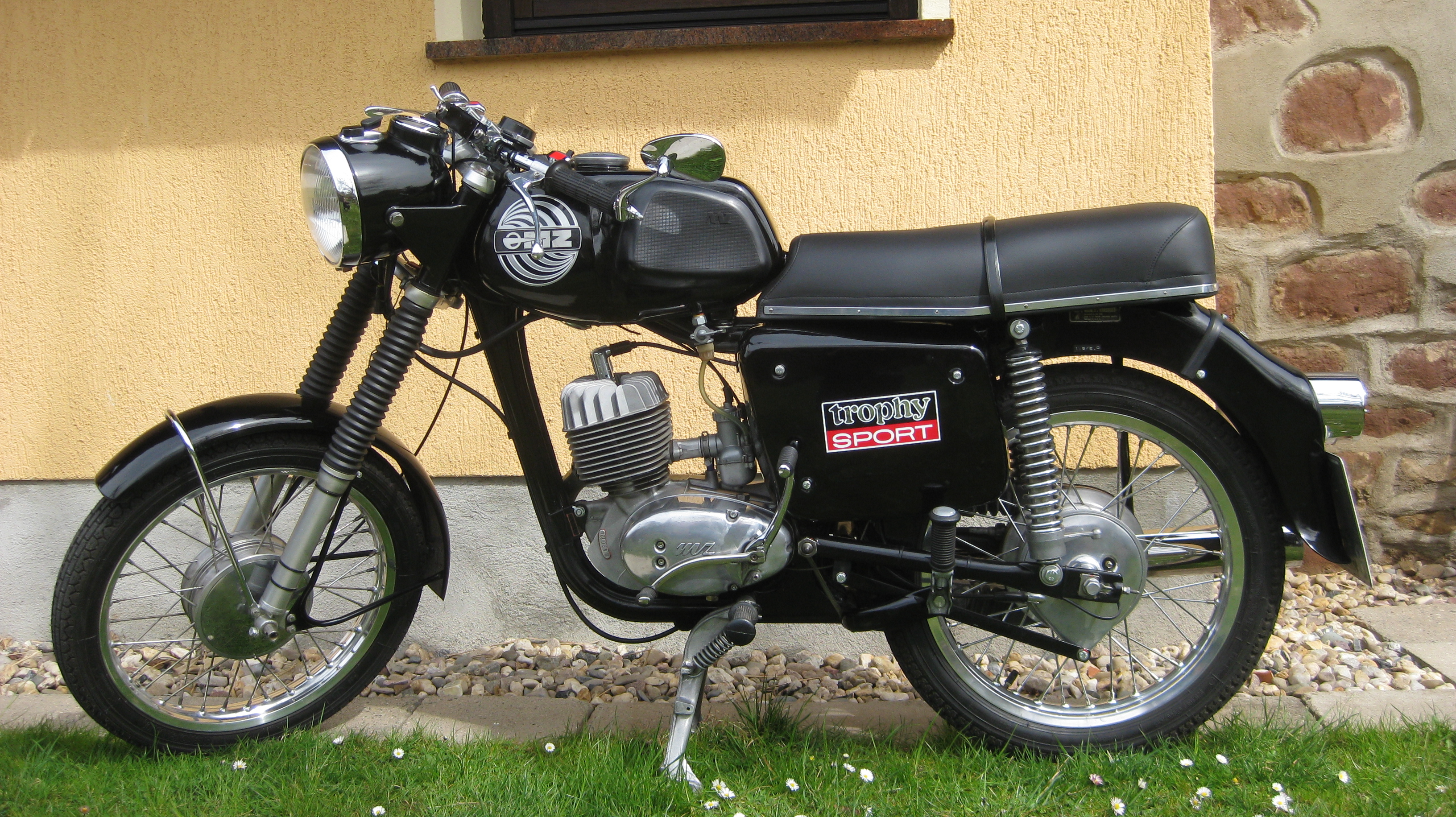
MZ ETS 150

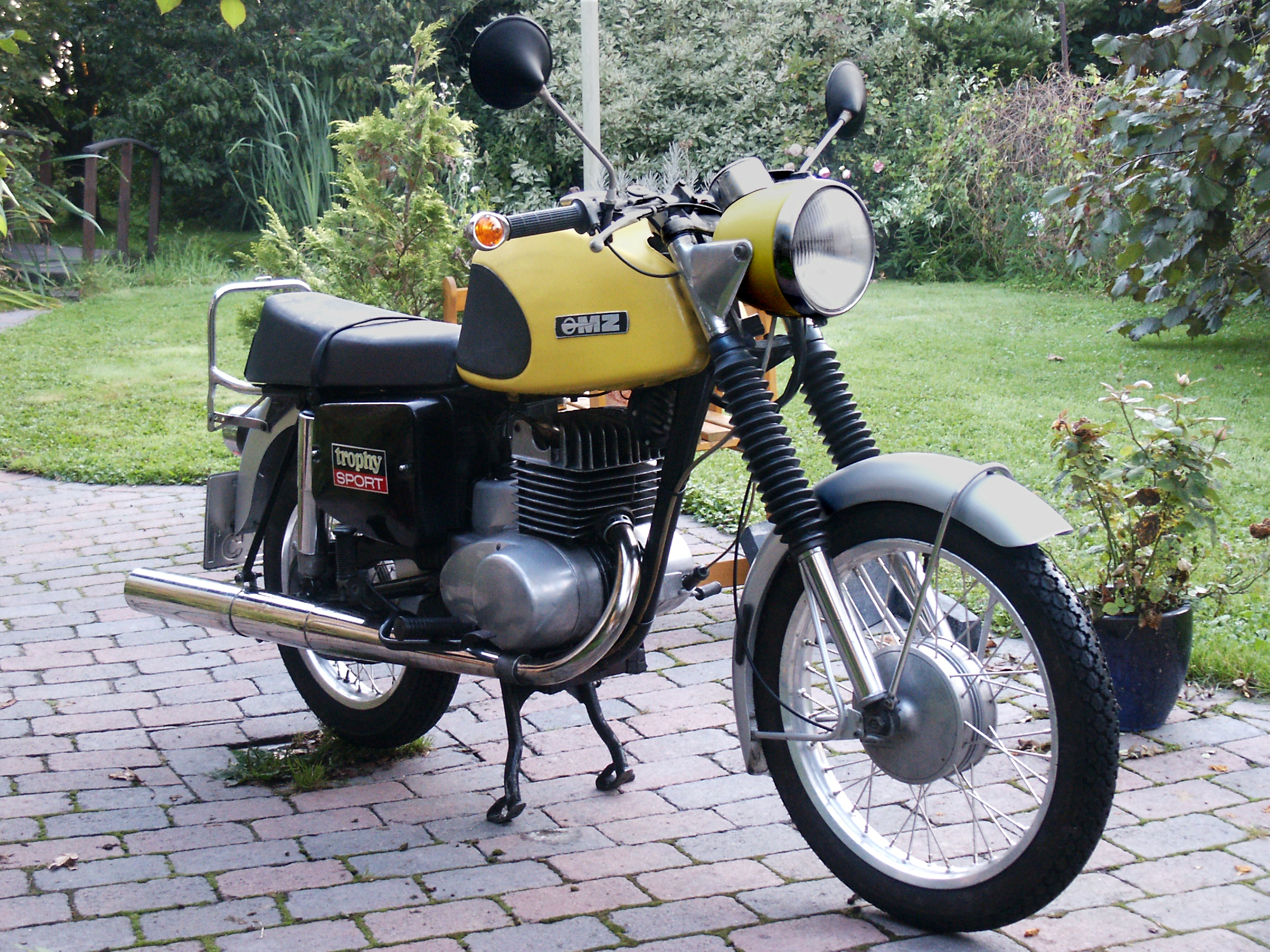
MZ ETS 250

Die Motorräder der Baureihe ETS liefen beim VEB Motorradwerk Zschopau zwischen 1969 und 1973 vom Band. Ende der 1960er-Jahre hatte MZ mit Ausnahme von in Kleinserie produzierten Geländesportmodellen nur noch Motorräder mit Vollschwingen-Fahrwerk im Programm. Um den Wunsch nach einem Straßenmodell mit sportlicherem Fahrwerk zu erfüllen, wurden auf Basis der ES die weitgehend unveränderten ETS-Modelle produziert.
Das Kürzel steht herstellerseitig für „Einzylinder, Teleskopgabel, Schwinge“. Für Verkauf und Werbung existierte der Namenszusatz Trophy Sport. Die Modelle unterscheiden sich unter anderem im Fahrwerksaufbau und wurden teilweise gleichzeitig gebaut. Erhältlich waren die Zweitakter in den Hubraumklassen 125 cm³, 150 cm³ und 250 cm³.
Bis auf den gesamten Vorderbau mit Telegabel sowie dem augenfälligen Tank waren Rahmen, Motor sowie verschiedene Anbauteile mit den parallel produzierten ES-Typen nahezu gleich. Am Rahmen wurde lediglich die Position des Lenkerschlosses geändert. Für die Baureihe wurden, wie bei fast allen MZ-Modellen, viele gleiche Anbauteile verwendet.
Die in Kleinserie produzierten Geländesportmodelle ETS bzw. ETS/G waren bereits 1963 als Weiterentwicklung der ES-Geländesportmaschinen erschienen. Sie waren maßgeblich für den Erfolg von MZ bei der Internationalen Sechstagefahrt in jenem Jahrzehnt verantwortlich. Die Umstellung auf Teleskopgabel erfolgte, um eine bessere Radführung in kritischen Situationen zu erreichen. Die Geländesportmodelle gab es in folgenden Hubraumklassen: 175 cm³, 250 cm³ und 300 cm³ als ETS 175/G (1965–1968, 74 St.), ETS 175/1G (1967–1971, 158 St.), ETS 250/G (1965–1966, 106 St.), ETS 250/1G (1967–1983, 3.057 St.) bzw. ETS 300/G (1965–1968, 32 St.). Die Motorleistung der ETS 250/G für nationale Sportveranstaltungen betrug zunächst 19, später 21 PS. Die Maschinen für die internationale Sechstagefahrt leisteten 22 bis 24 PS und besaßen Breitrippenzylinder und ein Fünfgang-Getriebe.